# Pawieł Mieszczanow
Pawieł Samsonowicz Mieszczanow (ros. Павел Самсонович Мещанов, ur. 1900 we wsi Nowopolje w guberni saratowskiej, zm. we wrześniu 1983 w Moskwie) – funkcjonariusz radzieckich służb specjalnych, generał major.

## Życiorys
Urodzony w rosyjskiej rodzinie chłopskiej, od października 1919 w RKP(b)/WKP(b), od grudnia 1919 do stycznia 1923 żołnierz Armii Czerwonej, później księgowy, od września 1925 do listopada 1927 pracownik powiatowego komitetu WKP(b) w Pietrowsku. Od listopada 1927 funkcjonariusz GPU, od lipca 1932 do lutego 1933 szef wydziału Pełnomocnego Przedstawicielstwa OGPU w Kraju Dolnowołżańskim w Stalingradzie, od lutego 1933 do czerwca 1934 szef rejonowego oddziału GPU, od lutego 1935 do lipca 1938 szef wydziału okręgowego oddziału NKWD w Astrachaniu, od 22 marca 1936 porucznik, a od 15 lipca 1938 starszy porucznik bezpieczeństwa państwowego. Od lipca 1938 do stycznia 1939 p.o. szefa Wydziału 9 Zarządu Bezpieczeństwa Państwowego (UGB) Zarządu NKWD obwodu stalingradzkiego, od 15 stycznia 1939 zastępca szefa, a od 26 lutego do 31 lipca 1941 szef Zarządu NKWD obwodu stalingradzkiego, 27 marca 1939 awansowany na kapitana bezpieczeństwa państwowego. Od 7 sierpnia 1941 do 28 kwietnia 1942 ponownie zastępca szefa Zarządu NKWD obwodu stalingradzkiego, od 28 kwietnia 1942 do 28 stycznia 1943 zastępca szefa Zarządu Wojsk NKWD ds. Wydziału Transportowego Samodzielnej Armii ds. Pracy Operacyjnej Frontu Leningradzkiego w Leningradzie, od 28 stycznia do 7 maja 1943 zastępca szefa Zarządu NKWD Kraju Stawropolskiego, 11 lutego 1943 awansowany na podpułkownika bezpieczeństwa państwowego. Od 7 maja 1943 do 2 marca 1948 szef Zarządu NKGB/MGB Kraju Stawropolskiego, 19 listopada 1943 mianowany komisarzem bezpieczeństwa państwowego, a 9 lipca 1945 generałem majorem. Od 2 marca 1948 do 3 stycznia 1951 szef Zarządu MGB obwodu nowosybirskiego, od 3 stycznia 1951 do 24 marca 1953 szef Zarządu 4 MGB ZSRR, od 27 października 1953 do 26 marca 1953 szef Zarządu MWD obwodu smoleńskiego, następnie do 20 stycznia 1956 szef Zarządu KGB obwodu smoleńskiego, 5 marca 1956 zwolniony ze służby.

## Odznaczenia
- Order Lenina (24 listopada 1950)
- Order Czerwonego Sztandaru (czterokrotnie - 20 września 1943, 25 października 1943, 4 grudnia 1945 i 29 października 1948)
- Order Kutuzowa II klasy (8 marca 1944)
- Order Czerwonej Gwiazdy (dwukrotnie, w tym 3 listopada 1944)
- Odznaka "Honorowy Funkcjonariusz Czeki/GPU (XV)" (9 maja 1938)
- Odznaka "50 Lat Członkostwa w KPZR" (16 lutego 1982)

I 11 medali.